# Ctenogobiops phaeostictus
Ctenogobiops phaeostictus és una espècie de peix de la família dels gòbids i de l'ordre dels perciformes.

## Morfologia
- Les femelles poden assolir 2,43 cm de longitud total.[5]

## Hàbitat
És un peix marí, de clima tropical i associat als esculls de corall que viu fins als 10 m de fondària.

## Distribució geogràfica
Es troba al Pacífic occidental: Papua Nova Guinea.

## Observacions
És inofensiu per als humans.